# 韋斯頓 (內布拉斯加州)
韋斯頓（英語：Weston）是位於美國內布拉斯加州桑德斯縣的村。

## 人口
根據2020年美國人口普查的數據，韋斯頓的面積為0.58平方千米，皆為陸地。當地共有人口250人，而人口密度為每平方千米431人。